# Gunnar Matthiessen
Gunnar Matthiessen (1. September 1939 – 10. April 1996) war ein deutscher Publizist und einer der Organisatoren der Friedensbewegung gegen den NATO-Doppelbeschluss und Mitorganisator der großen Demonstrationen der Friedensbewegung in der Bundesrepublik Deutschland in den Jahren von 1981 bis 1983.
Matthiessen, der an der Universität Köln Philosophie, Soziologie und Germanistik studierte, war von 1964 bis zur Auflösung Mitglied des SDS, dessen Kölner Gruppe mit ihrer marxistischen Orientierung im weiteren Verlauf zu einer der Gründungsgruppen des späteren MSB Spartakus wurde. Er war mit Herbert Lederer, Enno Bussmann, Hannes Heer (SDS Bonn) und Werner Loch verantwortlicher Redakteur von facit. Sozialistische Beiträge, dem Organ des marxistischen SDS-Flügels, später theoretisches Organ des MSB Spartakus.
Von 1965 bis 1968 war er Geschäftsführer der Kampagne für Demokratie und Abrüstung in Nordrhein-Westfalen. Er war mitverantwortlich für den Sternmarsch der Gegner der Notstandsgesetze am 11. Mai 1968 in Bonn. Matthiessen war Gründungsmitglied und Mitglied im Büro des Komitees für Frieden, Abrüstung und Zusammenarbeit in Europa. Er war stellvertretender Verlagsleiter des Pahl-Rugenstein Verlags und langjähriger Geschäftsführer der 1977 gegründeten Martin-Niemöller-Stiftung.
Matthiessen ist Autor und Mitherausgeber verschiedener Bücher vor allem zu friedenspolitischen Themen sowie Verfasser zahlreicher Beiträge (insbesondere in den späten 1970er und frühen 1980er Jahren) in den Blättern für deutsche und internationale Politik.

## Veröffentlichungen (Auswahl)
- Kritik der philosophischen Grundlagen und der gesellschaftspolitischen Entwicklung des Maoismus, Pahl-Rugenstein, Köln 1973, ISBN 3-7609-0078-X
- Die Totalitarismustheorie – eine profaschistische Doktrin. In: Wolfgang Abendroth u. a. (Hrsg.): Faschismus und Militarismus. Analysen und Thesen für die antifaschistische Praxis. (Materialien der Hanauer Konferenz gegen Faschismus und Militarismus 1973), Frankfurt am Main 1973
- Rüstungseskalation und Absrüstungsperspektiven, Köln 1974
- Politische und militärische Entspannung. In: Blätter für deutsche und internationale Politik 1/1977
- Der Wiener Gipfel, die Diskussion um die SS-20-Raketen und die Zukunft der Entspannung. In: Blätter für deutsche und internationale Politik 7/79
- Der Aufbruch in der Bundesrepublik – Entstehung, Organisation, Probleme. In: Frankfurter Hefte. Abermals: Kampf dem Atomtod, Frankfurt am Main 1982
- Bilanzen... In: Friedrich Hitzer und Reinhard Opitz (Hrsg.): Alternativen der Opposition. Köln 1969